# Windmotor Cornjum
De Windmotor Cornjum is een poldermolen in het Friese dorp Cornjum, dat in de Nederlandse gemeente Leeuwarden ligt. De molen is een kleine Amerikaanse windmotor met een windrad van 18 bladen en een diameter van 2,4 meter, die rond 1925 werd gebouwd. Hij staat enkele honderden meters ten zuidwesten van Cornjum naast de N357. De windmotor is niet voor publiek geopend.